# Eurylaime de Horsfield
Eurylaimus javanicus
Espèce
Statut de conservation UICN

 NT  : Quasi menacé
L'Eurylaime de Horsfield (Eurylaimus javanicus) est une espèce de passereaux appartenant à la famille des Eurylaimidae.

## Répartition
On trouve cet eurylaime dans les forêts tropicales de l'Asie du Sud-Est.

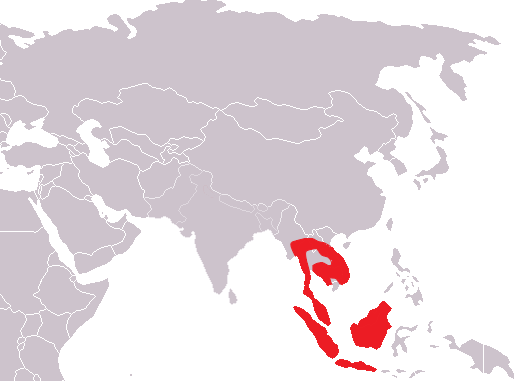
Aire de répartition de l'Eurylaime de Horsfield

Il vit dans les arbres des forêts tropicales près des rivières, torrents et marécages. Parfois il s'aventure dans des plantations à l'abandon, dans les parcs et les jardins.

## Description
L'eurylaime de Horsfield a une grosse tête, un bec fort, un ventre et une tête plus ou moins pourprés et des ailes noires et jaunes.

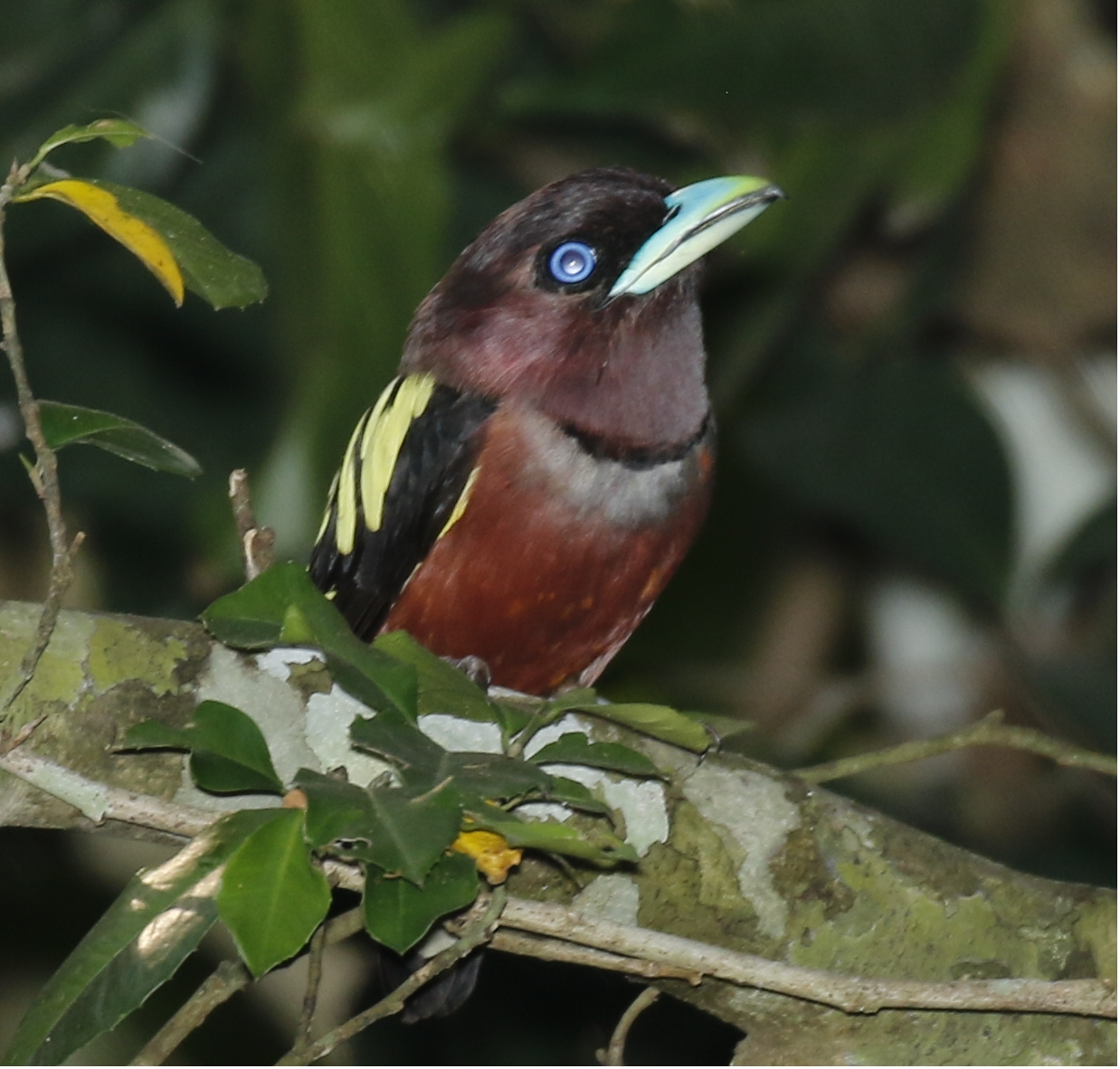
Eurylaime de Horsfield, parc national de Kaeng Krachan, Thaïlande.

Il vit en couples ou en petits groupes.
Il mange principalement des insectes tels des sauterelles et des criquets, des coléoptères et des chenilles mais aussi des araignées, de petits escargots et quelques fruits.

## Liens externes

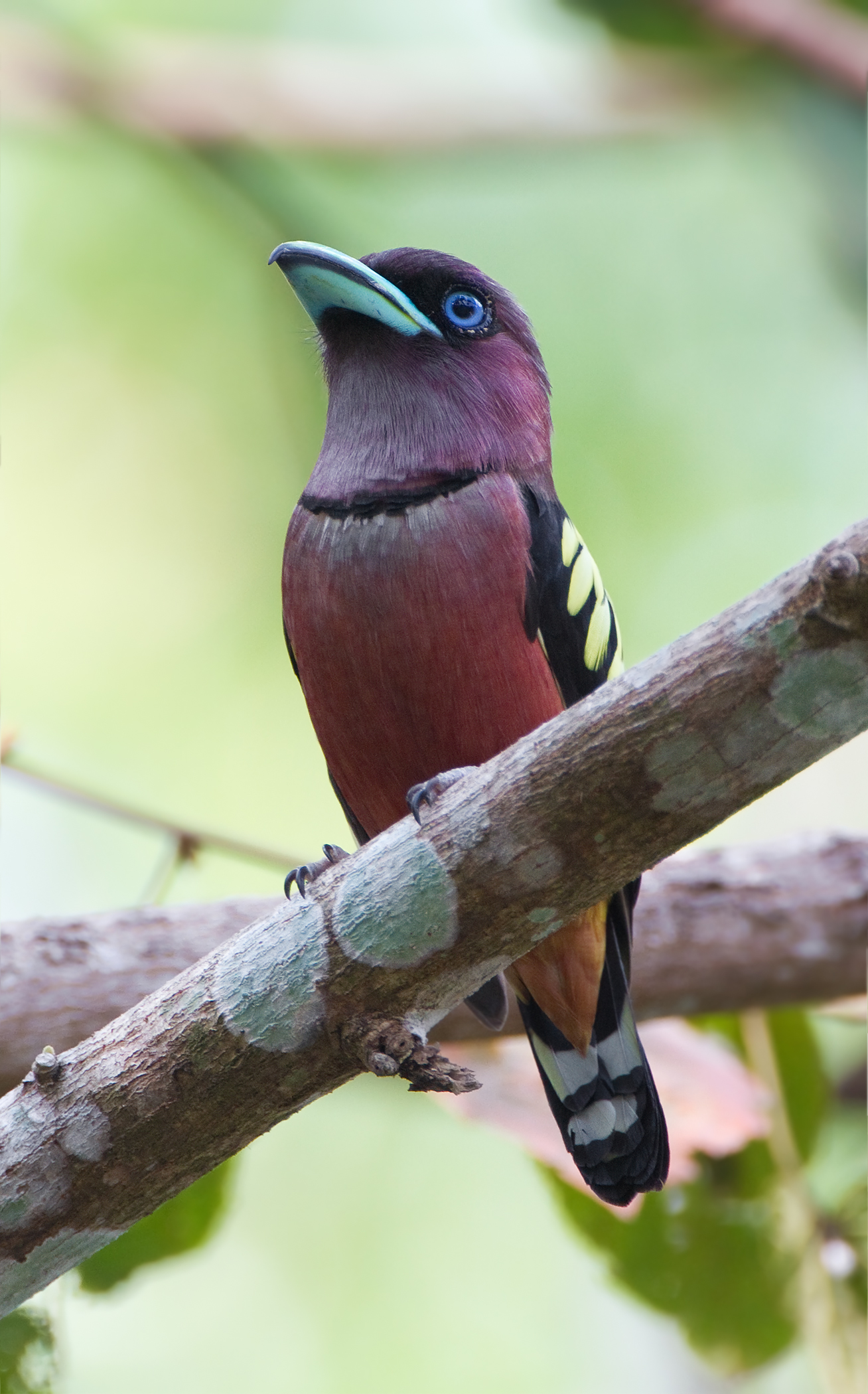
Parc national de Khao Yai, Thaïlande.